# Izvrnuto obrnuto 2
Izvrnuto obrnuto 2 (eng. Inside Out 2) je animirani film iz 2024. godine u režiji Kelseyja Manna u svom redateljskom debiju; nastavak filma Izvrnuto obrnuto iz 2015. godine u produkciji Pixar Animation Studija i koprodukciji s Walt Disney Picturesom.

## Radnja
Rajka je sada tinejdžerica, osjetljivo razdoblje života u kojem se sve mijenja. Sreća, Tuga, Ljutnja, Strah i Gadljivost također će primiti snažan potres dolaskom Tjeskobe, Dosade, Zavisti i Sramote.

## Glasovna postava
| Lik                   | Izvorni glas         | Hrvatski glas     |
| --------------------- | -------------------- | ----------------- |
| Sreća                 | Amy Poehler          | Judita Franković  |
| Tuga                  | Phyllis Smith        | Biserka Ipša      |
| Strah                 | Tony Hale            | Marko Makovičić   |
| Bijes                 | Lewis Black          | Bojan Navojec     |
| Gadljivost            | Liza Lapira          | Iva Šulentić      |
| Tjeskoba              | Maya Hawke           | Amanda Prenkaj    |
| Zavist                | Ayo Edebiri          | Mara Picukarić    |
| Dosada                | Adèle Exarchopoulos  | Ella Dvornik      |
| Sram                  | Paul Walter Hauser   |                   |
| Rajka Andersen        | Kensington Tallman   | Neva Serdarević   |
| Rajkina mama          | Diane Lane           | Jelena Miholjević |
| Rajkin tata           | Kyle MacLachlan      | Frano Mašković    |
| Valentina "Val" Ortiz | Lilimar              | Miach             |
| Torbić                | James Austin Johnson | Niko Čuturić      |
| Nostalgija            | June Squibb          | Mirela Brekalo    |
| Trenerica Roberts     | Yvette Nicole Brown  | Leona Paraminski  |

- Lilimar kao Valentina "Val" Ortiz, popularna hokejašica u Rajkinoj srednjoj školi
- Sumayyah Nuriddin-Green i Grace Lu kao Rajkini prijatelji
- John Ratzenberger kao Fritz
- June Squibb
- Sarayu Blue
- Flea
- Ron Funches
- Dave Goelz
- James Austin Johnson
- Bobby Moynihan
- Frank Oz
- Paula Pell
- Paula Poundstone
- Kendall Coyne Schofield
- Kirk Thatcher
- Yong Yea

## Produkcija
Tijekom 88. dodjele Oscara u siječnju 2016., redatelj filma Pete Docter imao je na umu neke ideje za nastavak. Pixar je službeno potvrdio razvoj nastavka tijekom najave D23 Expoa u rujnu 2022., a Amy Poehler izašla je na pozornicu kako bi zajedno s Docterom razgovarala o filmu. Kelsey Mann najavljen je kao režiser nastavka (što je ujedno i njegov redateljski debi, prethodno je režirao kratki film "Party Central" iz 2013.), s Markom Nielsenom kao producentom, dok je Meg LeFauve najavljena da će napisati scenarij za film. Kako bi upotrijebio "istinitu" izgradnju svijeta, Mann je upotrijebio Docterovu ideju o "pet do 27 emocija" prvog filma koji je pokrenuo tijekom svoje produkcije.

## Glazba
Dana 7. ožujka 2024., s objavom druge najave i plakata, otkriveno je da je Andrea Datzman skladala galzbenu poflogu filma, naslijedivši Michaela Giacchina.

## Promocija
Prva teaser najava i plakat za film objavljeni su 9. studenoga 2023., isti dan je izašla sinkronizirana najava u Hrvatskoj.
Prva najava i drugi plakat za film objavljeni su 7. ožujka 2024., dok je sinkronizirana najava u Hrvatskoj objavljena 11. ožujka.

## Distribucija
Film će biti objavljen u američkim kinima 14. lipnja 2024.

## Vanjske poveznice
- Službena stranica
- Izvrnuto obrnuto 2 u internetskoj bazi filmova IMDb-a